# تیم ملی فوتبال زنان اسکاتلند
تیم ملی فوتبال زنان اسکاتلند (به انگلیسی: Scotland women's national football team) نماینده زنان این کشور در ردهٔ ملی است. این تیم در حال حاضر در ردهٔ بیست و یکم جهان و سیزدهم اروپا قرار دارد.